# Ghassan Andoni
Ghassan Andoni (en arabe : غسان أنضوني ; né en 1956) est un militant palestinien non violent.

## Biographie
Né à Beit Sahour dans une famille chrétienne palestinienne, il est professeur de physique à l'Université de Beir Zeit en Cisjordanie. Il prône la résistance non violente dans le conflit israélo-palestinien.
Ghassan est co-fondateur du International Solidarity Movement (ISM), fondateur du Centre international des médias du Moyen-Orient et directeur du Centre palestinien pour le rapprochement entre les peuples (PCR),.
Pendant la première Intifada, Ghassan fut emprisonné pour avoir participé à la révolte fiscale de Beit Sahour. En 2006, il a été nommé pour le prix Nobel de la paix par l'American Friends Service Committee avec Jeff Halper du Israeli Committee Against House Demolitions (en) (ICAHD).